# Grisette (femme)
Pour les articles homonymes, voir Grisette (homonymie).

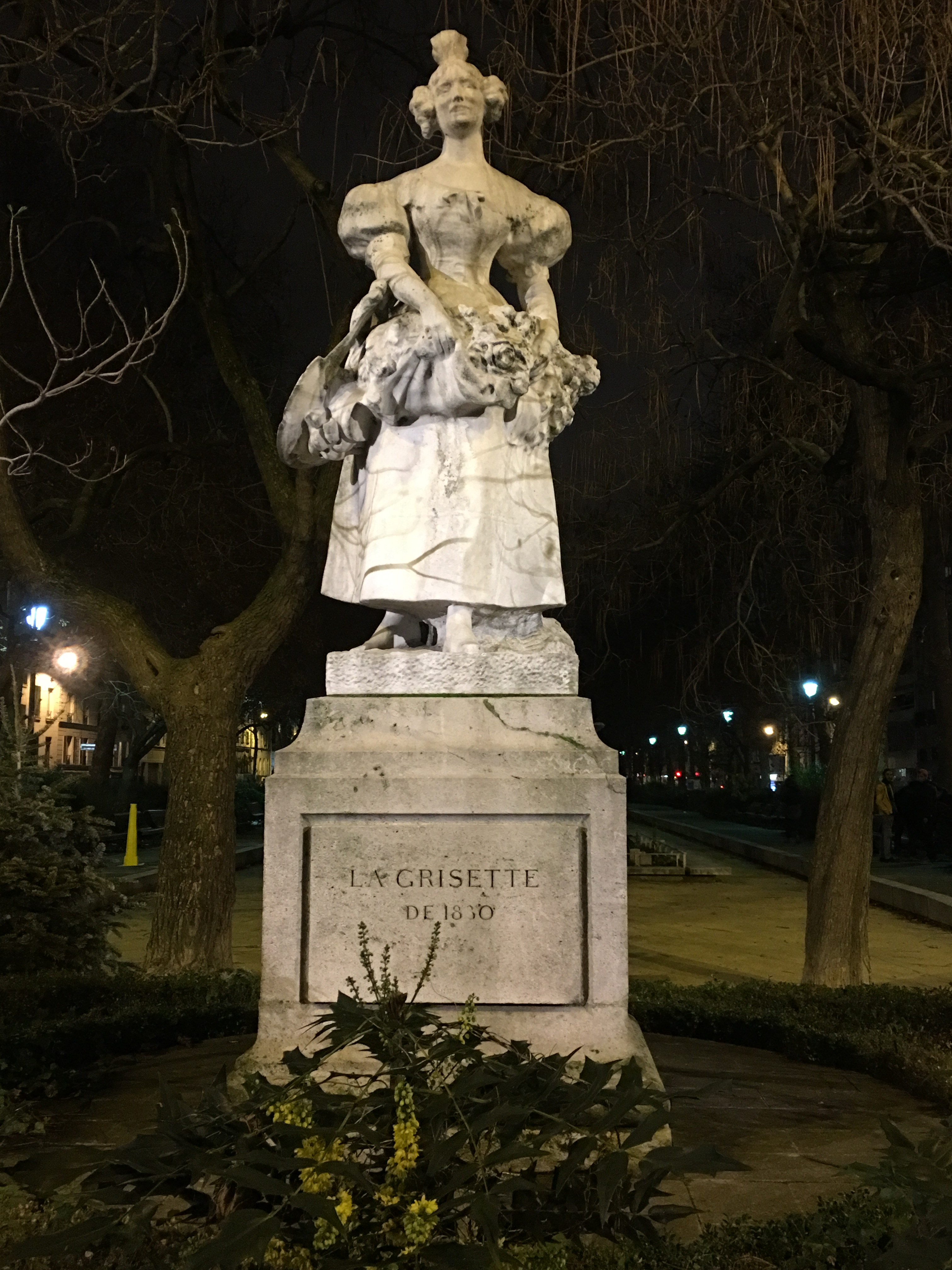
La Grisette de 1830, statue de Jean-Bernard Descomps (1909, Square Jules Ferry à Paris).

Le mot grisette désignait avec condescendance, du XVIIIe au XIXe siècle, une jeune femme vivant en ville de faibles revenus, ouvrière de la confection, dentelière, employée de commerce, réputée sexuellement accessible.
Le nom « grisette » a désigné d'abord un tissu bon marché. La teinture ordinaire donnait, dès le premier lavage, des tons grisâtres.

## Relations avec les hommes
« On appelle grisette la jeune fille qui, n’ayant ni naissance ni bien, est obligée de travailler pour vivre, et n’a d’autre soutien que l’ouvrage de ses mains. 

Ce sont les monteuses de bonnets, les couturières, les ouvrières en linge, etc., qui forment la partie la plus nombreuse de cette classe. Toutes ces filles du petit peuple, accoutumées dès l'enfance à un travail assidu dont elles doivent tirer leur subsistance, se séparent à dix-huit ans de leurs parents pauvres, prennent leur chambre particulière, et y vivent à leur fantaisie : privilège que n'a pas la fille du bourgeois un peu aisé ; il faut qu'elle reste décemment à la maison avec la mère impérieuse, la tante dévote, la grand-mère qui raconte les usages de son temps, et le vieil oncle qui rabâche. »

— Mall 2007 citant L.-S. Mercier, Tableau de Paris, 1783.
La jeune domestique, qui travaille hors de la vue du public, n'est cependant pas une grisette. Celle-ci se rencontre hors du domaine féminin des maisons, dans la rue et dans les boutiques. La jeune fille trouve à s'employer dans les domaines où sa fraîcheur juvénile s'apprécie : ceux de la mode et de la parure, notamment dans les situations où « on regarde plus la vendeuse que la marchandise ». Cependant, quelles que soient les décisions que la grisette prend en vue d'améliorer son quotidien où d'assurer son avenir, son travail lui garantit sa liberté, notamment de choisir un amant et d'en changer, ce qui n'est le cas ni des épouses ni des prostituées.
L'inégalité des conditions sociales rend la grisette sensible à la séduction des hommes de la bonne société, qui, tout en la désirant sexuellement, la considèrent avec condescendance. « En baisant le gant d'une grisette (…) les délices de l'amour-propre sont pour elle », écrit Balzac, qui la définit ainsi : « Sous le titre de Grisette, nous nous permettons de comprendre indifféremment couturières, modistes, fleuristes ou lingères, enfin tous ces gentils minois en cheveux, chapeaux, bonnets, tabliers à poches, et situés en magasins ». Au contraire, Restif, qui expose la vie et les raisons d'agir des jeunes femmes de son temps, n'emploie pas le mot grisette, même quand il s'agit de ces métiers.
Jean de La Fontaine illustre déjà le thème :
Sous les cotillons des grisettes

Peut loger autant de beauté

Que sous les jupes des coquettes

[…]

Une grisette est un trésor ;

Car sans se donner de la peine

Et sans qu'aux bals on la promène

On en vient aisément à bout ;

On lui dit ce qu'on veut, bien souvent rien du tout.
.

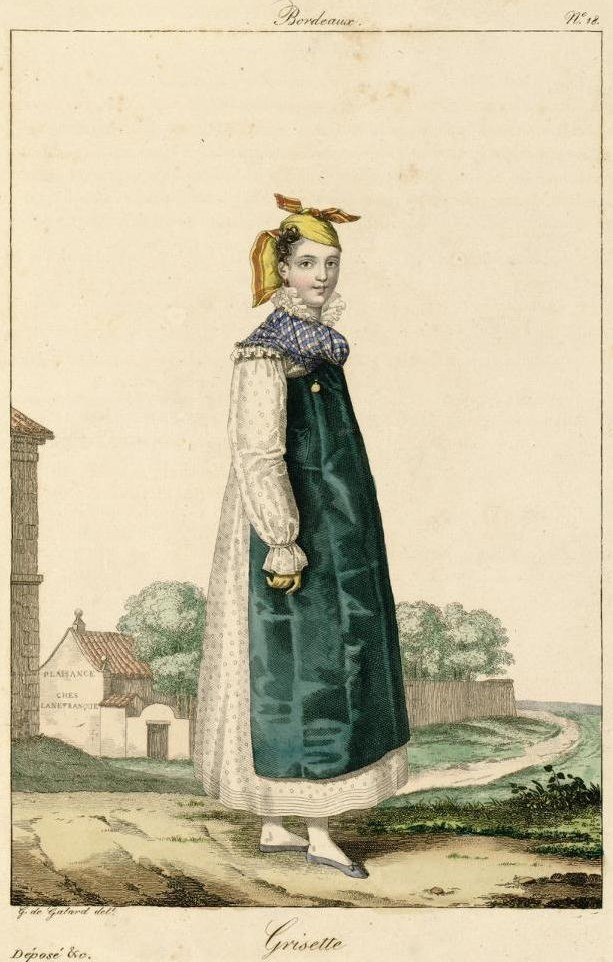
Gustave de Galard, Grisette bordelaise coiffée d'un madras, 1818

Quand on écrit grisette au XIXe siècle, on amène presque toujours un propos érotique. Dans les notices des Français peints par eux-mêmes, que Léon Curmer publie de 1841 à 1843, les professions citées quand il est question de grisette, couturière, modiste, bouquetière, femme de ménage, font l'objet d'articles indépendants. La grisette est une femme qui travaille, mais sa profession est indifférente ; elle n'est pas encore marquée par le travail.
Par sa profession, la grisette a une notion de l'élégance qui la rapproche de la femme de la société. Son amour, spontané, admiratif, émerveillé, n'est pas toujours vénal ou intéressé, et elle offre, dans la mesure de ses faibles moyens, des cadeaux à son amant, qu'elle peut même entretenir si celui-ci est un étudiant désargenté.
À la fin du XVIIIe siècle, l'observateur constate la liberté de ces jeunes travailleuses. Elles « prennent leur chambre particulière, et y vivent à leur fantaisie : privilège que n'a pas la fille du bourgeois un peu aisé [qui] cloîtrée dans la maison paternelle attend longtemps un épouseur qui n'arrive pas. […] La grisette […] ne voit dans le mariage avec un artisan […] qu'assujettissement, peine et misère ; elle prend de bonne heure un esprit d'indépendance ». La Révolution française formalise la subordination des femmes dans le Code Napoléon de 1804. Au XIXe siècle, les moralistes annexent l'amour libre à la prostitution. Les relations des grisettes avec leurs amants n'impliquent pas toujours un échange d'argent contre des faveurs sexuelles : la grisette travaille, contrairement à la lorette qui compte exclusivement sur ses amants pour répondre à ses besoins,.
À Paris et dans les grandes villes, une classe d'hommes a en commun avec les grisettes la jeunesse, la disponibilité sexuelle et l'éloignement des personnes qui pourraient les contrôler : les étudiants, dont les familles habitent pour la plupart au loin. L'étudiant se lie si habituellement avec la grisette que le Littré, rédigé au milieu du XIXe siècle, donne pour étudiante la définition « dans une espèce d'argot, grisette du Quartier Latin ». La grisette peut jouer auprès d'un étudiant qui l'entretient partiellement le rôle d'une épouse temporaire — c'est le cas de Fantine et Tholomyès dans Les Misérables. Toutefois, selon Jean-Claude Caron et Annie Collovald « s’il ne s’agit pas au sens strict de prostitution, on peut parler de relations marchandes qui semblent parfois sincères, mais se heurtent très vite à la pression sociale ». L'étudiant va songer à se marier dans son milieu d'origine et à exercer ses nouvelles compétences ; son amour pour la grisette n'a qu'un temps.

## Personnage littéraire
La grisette est un type féminin dans la chanson populaire, le vaudeville et le roman au XIXe siècle. Jolie, soignée de sa personne, la grisette hérite de traits de la soubrette de comédie. Active, gaie, impertinente, débrouillarde, naïve, d'« esprit sémillant et goguenard », elle partage beaucoup de traits avec Gavroche. La littérature s'intéresse peu aux conditions de vie et de travail de la grisette : une intrigue amoureuse avec un jeune homme de milieu social supérieur, une controverse avec une camarade qui a opté pour la prostitution, font l'essentiel des intrigues. Balzac décrit la grisette Ida Gruget, maîtresse du mystérieux Ferragus, un ancien forçat en 1833. La grisette se distingue à première vue de la jeune fille comme-il-faut par son peu de vêtements décrit à sa première apparition.

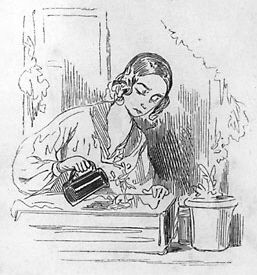
La grisette aime les fleurs, illustration de.

Louis Huart ouvre La grisette, publié en 1841 et illustré par Gavarni, dont elle fut un des thèmes de prédilection, en constatant l'impossibilité de définir son sujet. Chaque classe et sexe donne un sens différent à ce mot. Il caractérise la grisette comme une femme de seize à trente ans pauvre et disponible sexuellement : « du moment que la grisette véritable se marie et devient une jeune femme, elle n'est plus une grisette » ; passé trente ans, on la désigne plutôt par son métier : couturière, dentelière, modiste. La grisette, dans la littérature, est essentiellement charmante, « et son plus grand charme est d'être indéfinissable ». Sans qualifications, et partant gratifiée du plus faible salaire, elle se distingue par son absence de prétentions. La grisette envoyée dans la rue livrer les articles aux clients — plus précisément à leurs domestiques — est trottin ; mais sous prétexte de défendre la morale, on chasse les jeunes filles de la rue. « La jeune grisette ne se laisse jamais aller, dans ses amours, à quelque bas calcul d'intérêt ».
Alfred de Musset publie Mimi Pinson, profil de grisette en 1845. Plusieurs « jolies filles moitié abeilles, moitié cigales » animent La vie de bohème de Henry Murger publié en feuilleton peu après, dont l'édition en livre cite Musset. Murger décrit ces jeunes femmes indépendantes à partir de son expérience personnelle, beaucoup plus proche de ses modèles. Elles n'y sont pas indifférentes au prestige et au confort qu'apportent l'argent, mais sont aussi capables d'abandonner un amant riche pour un autre, pauvre mais plus à leur goût. L'opéra homonyme de Puccini, à la fin du siècle, donnera à la grisette un caractère tragique que Murger avait évité dans le roman, malgré les conditions de vie précaires des jeunes femmes. Eugène Sue produit plusieurs personnages de grisette dans ses romans populaires, à commencer par la Rigolette des Mystères de Paris, qui a, contrairement au préjugé, d'autres préoccupations que de trouver un amant : « elle n'a pas, dit-elle, le loisir d'être amoureuse ; cela lui prendrait trop de temps, car il lui faut travailler douze à quinze heures par jour pour gagner vingt-cinq sous, avec lesquels elle vit ».
George Sand crédite, après avoir exposé toutes les idées reçues, la grisette Marthe d'intelligence et de sensibilité, contrairement au type qui la veut « bornée et extravagante », comme celles « qu'on ramasse à la Chaumière ». Si pour un homme élégant « une grisette n'est pas une femme », ce qui l'en distingue, ce n'est pas sa tenue, mais les marques du travail : « grosses mains », porte « un paquet dans un foulard (…), cachet irrécusable de la grisette ». C'est grâce aux relations nouées au travail qu'elles peuvent se défendre de celles qui les détestent. « La médisance est une arme terrible, dont les grisettes se servent pour appuyer le pouvoir de leur charmes, et imposer aux femmes qui les haïssent le plus, toutes sortes de ménagements et d'égards ».
En 1862, Victor Hugo — exilé depuis 1852 — place dans Les Misérables le personnage de Fantine, bientôt fille-mère héroïque, dans « les rues du quartier latin, qu’emplit le fourmillement des étudiants et des grisettes », « ravissantes filles, parfumées et radieuses, encore un peu ouvrières, n’ayant pas tout à fait quitté leur aiguille, dérangées par les amourettes, mais ayant sur le visage un reste de la sérénité du travail et dans l’âme cette fleur d’honnêteté qui dans la femme survit à la première chute ». 
Le réalisme rejette le stéréotype de la grisette qu'avait promu la génération romantique, pour en promouvoir un autre. Femme pauvre, elle ne peut être intéressée que par l'argent, comme les autres. Le personnage de la grisette disparaît à la fin du siècle. La vie en ville a aussi considérablement changé, tout comme le travail, la condition ouvrière et la condition féminine.
La grisette, au XXe siècle, n'est plus qu'une évocation rétrospective, inspirée par la littérature. Les jeunes femmes de la même condition sociale se dénomment « midinettes ». « L'ouvrière de l'Ancien Régime, la « grisette » dont le type se perpétuera jusqu'à la fin de la Restauration, ne semble pas avoir connu une vie très différente de celle menée par la midinette de 1900 ».

### Sources historiques
- Louis-Sébastien Mercier, « DCXXVI. Grisettes », dans Tableau de Paris. Nouvelle édition, corrigée & augmentée, t. 8, Amsterdam, 1783 (lire en ligne).
- F.-F.-A. Béraud et Albert Montémont, « XIII-XIV Les grisettes de Paris », dans Les filles publiques de Paris et la police qui les régit, 1839 (lire en ligne), p. 301-316.
- Jules Janin, « La grisette », dans Les Français peints par eux-mêmes, t. 1, Paris, 1840 (lire en ligne), p. 9-16.
- Louis Huart (texte) et Paul Gavarni (illustrations), La Grisette, 1850 (1re éd. 1841) (lire en ligne)